# Popłoch

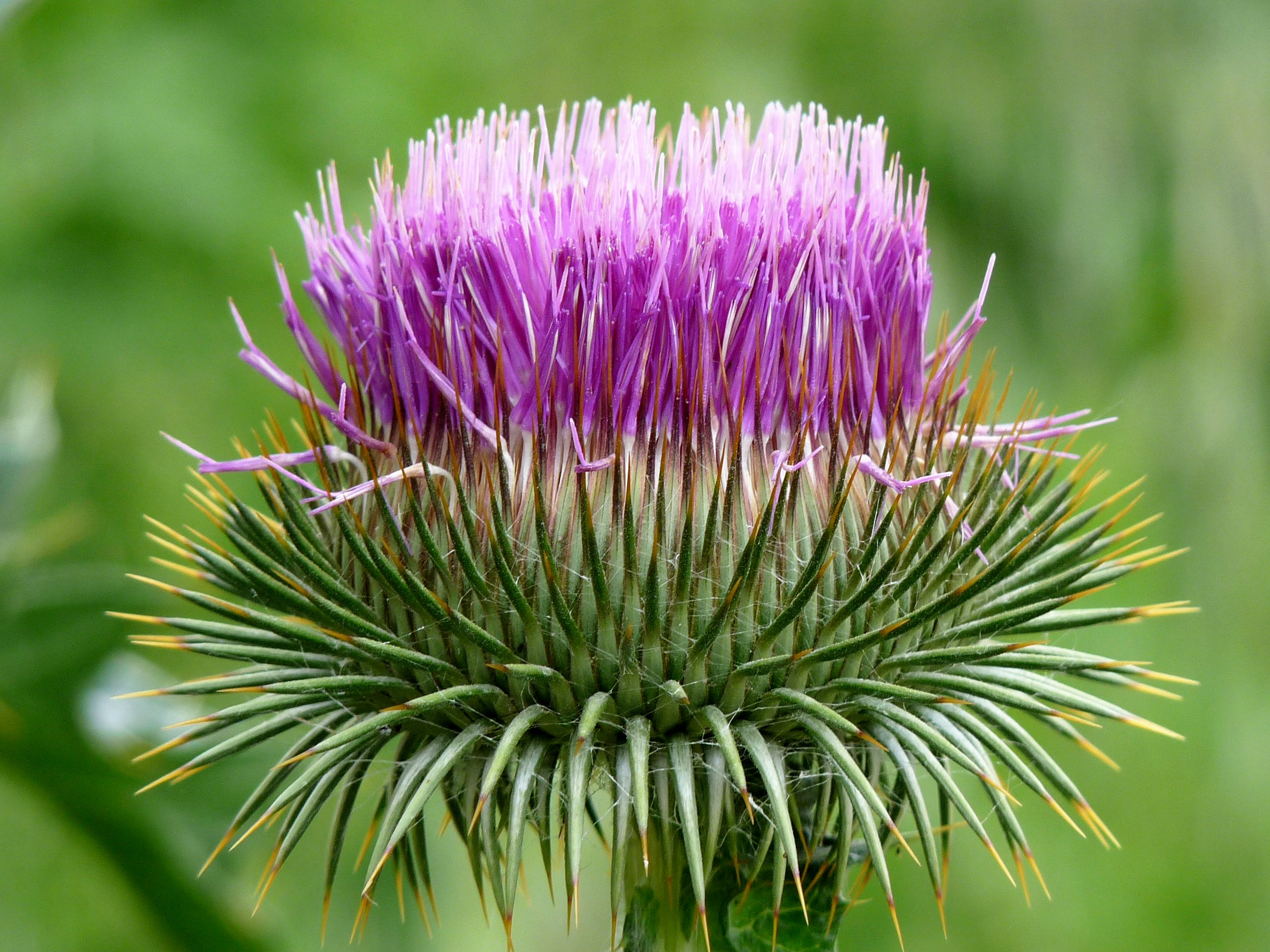
Kwiatostan popłochu pospolitego

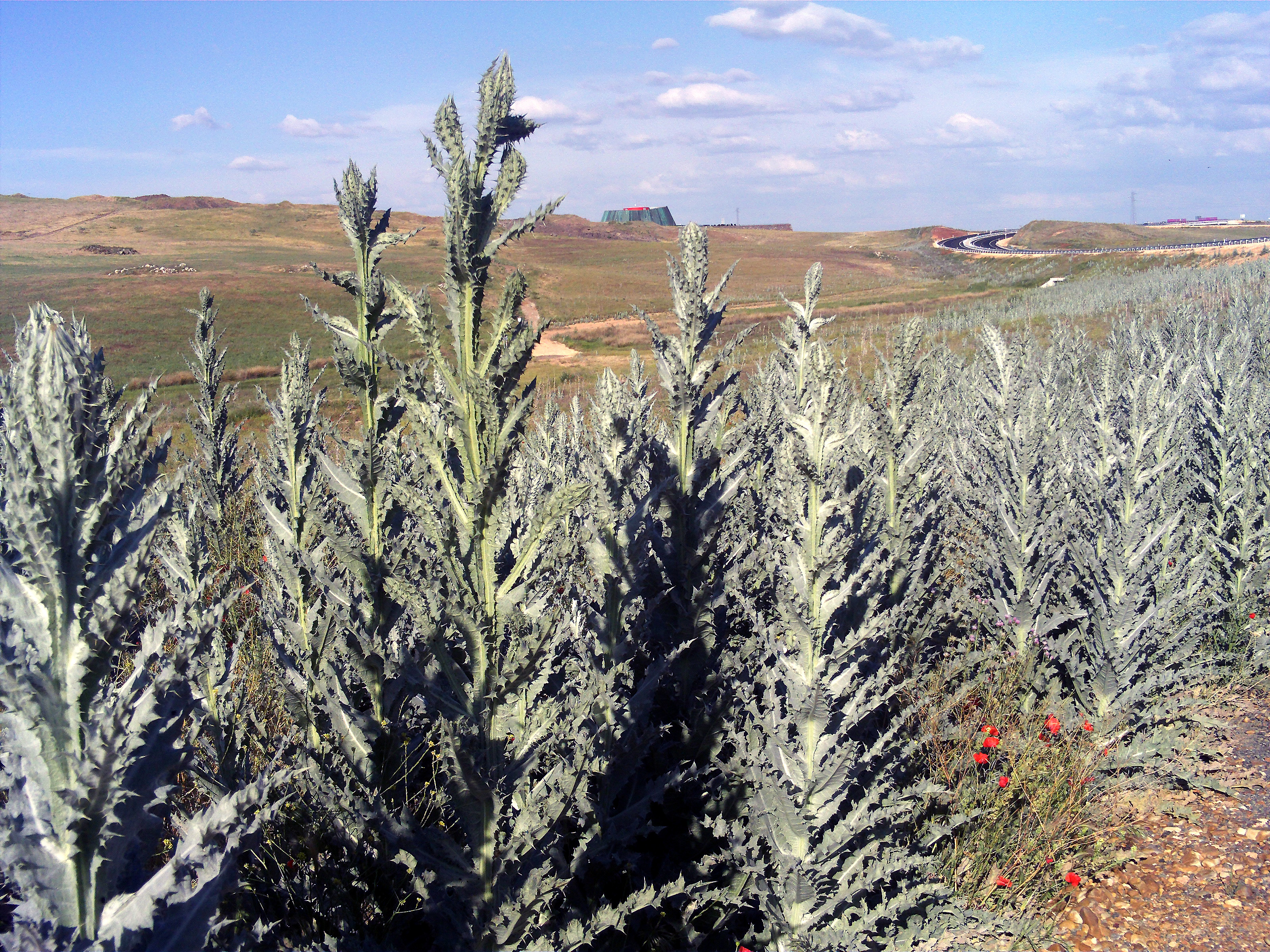
Onopordum nervosum

Popłoch (Onopordum L.) – rodzaj roślin z rodziny astrowatych. Liczy ok. 60 gatunków. Zasięg rodzaju obejmuje Europę (na tym kontynencie obecnych jest 13 gatunków) i zachodnią Azję (na wschodzie po Pakistan, zachodnie Chiny i Republikę Ałtaju). Rośliny introdukowane z tego rodzaju obecne są w północnej Europie, na Syberii, w Kraju Nadmorskim, w Australii, Ameryce Północnej i Południowej. Rosną w miejscach suchych i słonecznych, często na przydrożach i nieużytkach, niektóre na obszarach górskich.
Do flory Polski należy jeden, introdukowany i zadomowiony gatunek – popłoch pospolity O. acanthium. Gatunek ten bywa sadzony jako ozdobny. W przeszłości jego kwiaty wykorzystywano do fałszowania szafranu.
Nazwa naukowa rodzaju powstała z greckich słów onos i pordos oznaczających osła i wzdęcie – w nawiązaniu do efektu jaki powodować ma u tych zwierząt jedzenie popłochu.

## Morfologia
PokrójKolczaste rośliny dwuletnie, rzadziej trzyletnie i byliny, o pędach zwykle prosto wzniesionych, rozgałęzionych i kolczasto oskrzydlonych, osiągających od 0,5 m do ponad 4 m wysokości.
LiścieSkrętoległe, odziomkowe i łodygowe, pierzasto klapowane i ząbkowane, z tęgimi kolcami na końcach klap. Zwykle wełnisto owłosione, przynajmniej od spodu.
KwiatyZebrane w koszyczki tworzące się pojedynczo na szczytach pędów lub po kilka w luźnych baldachogronach. Okrywa koszyczków kulistawa do półkulistej, okryta licznymi, dachówkowato ułożonymi, lancetowatymi listkami, kolczasto zakończonymi, z dolnymi listkami mniej lub bardziej odgiętymi. Dno kwiatostanu płaskie lub wypukłe, bez plewinek. Wszystkie kwiaty jednakowe, obupłciowe, o koronie rurkowatej, białej lub purpurowej, o rurce wąskiej i łatkach równowąskich. Pręciki o nitkach brodawkowatych. Szyjka słupka na szczycie głęboko rozwidlona.
OwoceNiełupki nagie, walcowate, 3–5-kanciaste, na szczycie z kilkuszeregowym puchem kielichowym złożonym z nierozgałęzionych i pierzastych włosków różnej długości.

## Systematyka
Pozycja systematyczna

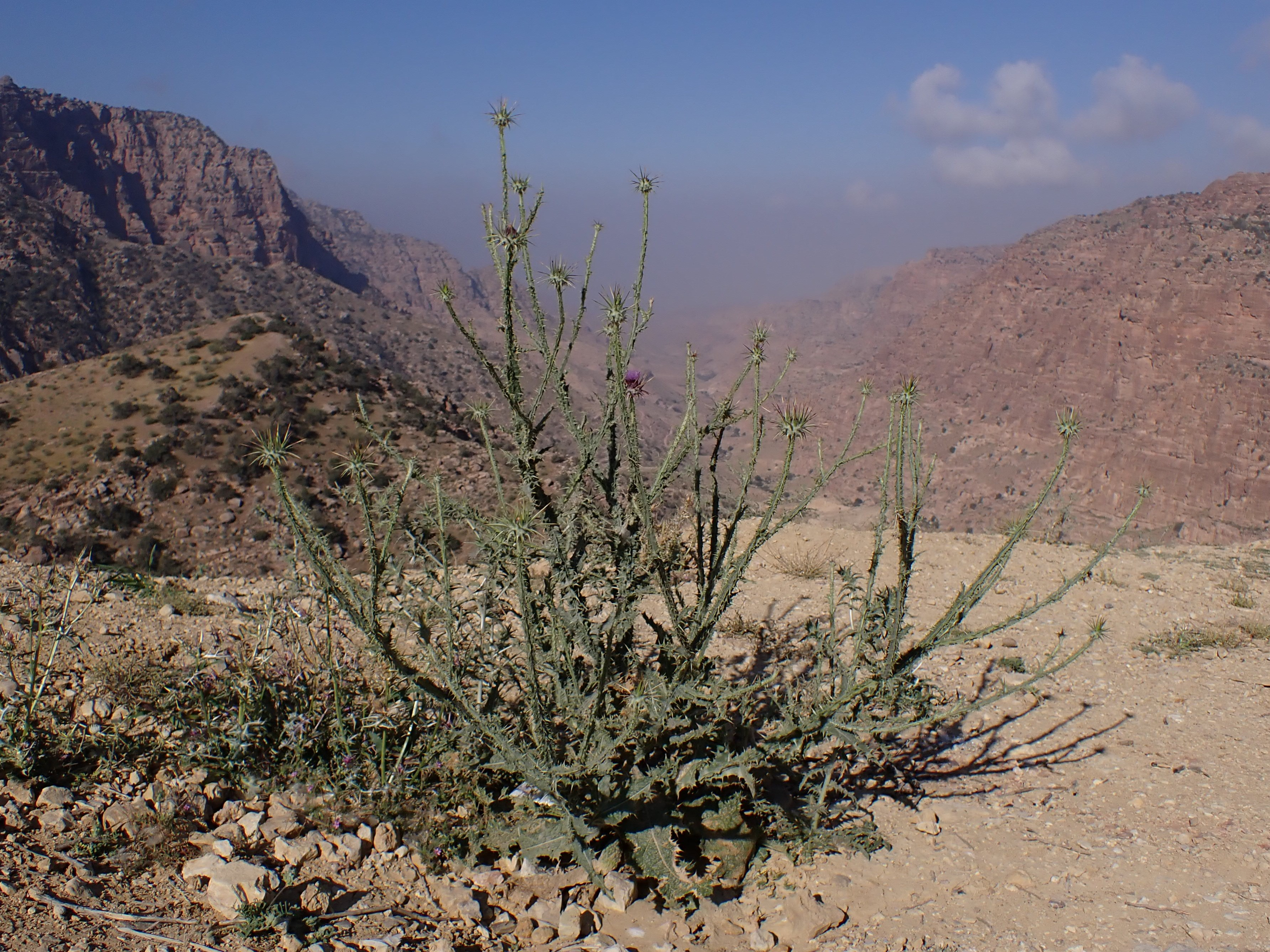
Onopordum ambiguum

Rodzaj z podplemienia Carduinae, plemienia Cardueae i podrodziny Carduoideae w obrębie rodziny astrowatych Asteraceae.
Wykaz gatunków
- Onopordum acanthium L. – popłoch pospolity
- Onopordum acaulon L.
- Onopordum alexandrinum Boiss.
- Onopordum algeriense Pomel
- Onopordum ambiguum Fresen.
- Onopordum anatolicum Boiss. & Heldr. ex Eig
- Onopordum arenarium (Desf.) Pomel
- Onopordum armenum Grossh.
- Onopordum blancheanum (Eig) Danin
- Onopordum boissierianum Raab-Straube & Greuter
- Onopordum bolivari Pau & Vicioso
- Onopordum bracteatum Boiss. & Heldr.
- Onopordum × brevicaule Gonz.Sierra, Pérez Morales, Penas & Rivas Mart.
- Onopordum candidum Nábělek
- Onopordum carduelium Bolle
- Onopordum carduiforme Boiss.
- Onopordum caricum Hub.-Mor.
- Onopordum carmanicum (Bornm.) Bornm.
- Onopordum caulescens d'Urv.
- Onopordum cinereum Grossh.
- Onopordum corymbosum Willk.
- Onopordum cynarocephalum Boiss. & C.I.Blanche
- Onopordum cyprium Eig
- Onopordum cyrenaicum Maire & Weiller
- Onopordum davisii Rech.f.
- Onopordum × delortii Timb.-Lagr.
- Onopordum dissectum Murb.
- Onopordum dyris Maire
- Onopordum × erectum Gonz.Sierra, Pérez Morales, Penas & Rivas Mart.
- Onopordum eriocephalum Rouy
- Onopordum espinae Bonnet
- Onopordum floccosum Boiss.
- Onopordum × glomeratum Costa
- Onopordum hasankeyfense Pınar & Behçet
- Onopordum heteracanthum C.A.Mey.
- Onopordum hinojense Talavera, Balao, Casim.-Sor., M.Talavera, Terrab &
- Onopordum horridum Viv.
- Onopordum × humile Loscos ex Pau
- Onopordum illyricum L.
- Onopordum jordanicola Eig
- Onopordum laconicum Heldr. & Sartori ex Rouy
- Onopordum leptolepis DC.
- Onopordum longissimum Pau
- Onopordum macracanthum Schousb.
- Onopordum macrocephalum Eig
- Onopordum × macronervosum Gonz.Sierra, Pérez Morales, Penas & Rivas Mart.
- Onopordum magrebiense Talavera, Balao, Casim.-Sor., M.Talavera, Terrab &
- Onopordum majorii Beauverd
- Onopordum mesatlanticum Emb. & Maire
- Onopordum messeniacum Halácsy
- Onopordum micropterum Pau
- Onopordum myriacanthum Boiss.
- Onopordum nervosum Boiss.
- Onopordum nezaketianum Pınar
- Onopordum × onubense Gonz.Sierra, Pérez Morales, Penas & Rivas Mart.
- Onopordum palaestinum Eig
- Onopordum platylepis (Murb.) Murb.
- Onopordum podlechii Negaresh
- Onopordum polycephalum Boiss.
- Onopordum prjachinii Tamamsch.
- Onopordum sarrafii C.C.Towns.
- Onopordum seravschanicum Tamamsch.
- Onopordum sirsangense Rech.f.
- Onopordum syriacum Holmboe
- Onopordum tauricum Willd.
- Onopordum × teddianum Rech.f.
- Onopordum turcicum Danin
- Onopordum wallianum Maire